# چنگود
چِنگود (به مجاری:  Csengőd) یک منطقهٔ مسکونی در مجارستان است که در ناحیه کون‌سنت‌میکلوش واقع شده‌است. چنگود ۴۸٫۸۹ کیلومتر مربع مساحت و ۲٬۳۳۵ نفر جمعیت دارد.